# David Carter (Tennisspieler)
David Carter (* 21. April 1956 in Bundaberg, Queensland) ist ein ehemaliger australischer Tennisspieler.

## Karriere
David Carter konnte bereits in seiner Jugend im Tennissport auf sich aufmerksam machen. So spielte er bereits im Herbst 1970 im Alter von 14 Jahren bei Herrenturnieren. Außerdem gewann er 1974 an der Seite von Trevor Little den Doppeltitel der Junioren bei den Australian Open.
Im Dezember 1975 gelang ihm beim Turnier in Sydney erstmals der Einzug in ein Viertelfinale, wo er vom späteren Turniersieger Ross Case besiegt wurde. 1978 spielte Carter das erste Mal außerhalb Australiens, als er in Europa, Nordamerika und Asien an Turniere teilnahm. Sein größter Erfolg dieser Saison war der Viertelfinaleinzug im niederländischen Hilversum. Im Folgejahr kam er beim Challenger in Charlotte ins Finale der Einzelkonkurrenz, wo er von Chris Lewis geschlagen wurde. Später in diesem Jahr verlor er das Halbfinalmatch des Challengers in Guadalajara gegen Paul McNamee. Seine erfolgreichste Saison im Einzel hatte Carter 1981, als er zwei Finalrunden auf der ATP Tour erreichte. In Mexiko-Stadt verlor gegen Jaime Fillol in zwei Sätzen, in Quito musste er sich nach drei Sätzen Eddie Dibbs geschlagen geben. Anfang 1982 stand er damit auf Platz 78, seinem Karrierehoch in der Weltrangliste.
Größere Erfolge als im Einzel feierte Carter im Doppel. 1978 kam er gemeinsam mit Rod Frawley erstmals in Bournemouth in ein Finale der ATP Tour, welches sie in zwei Sätzen verloren. Zwischen 1980 und 1982 folgten zwölf weitere Finalrunden, von denen er sechs für sich entschied. Auffällig ist, dass er jeden seiner Turniersiege im Doppel an der Seite von Paul Kronk feierte, während die beiden gemeinsam nur zwei Finalpartien verloren. Anfang 1982 war er mit Platz 36 auch im Doppel am höchsten positioniert.

## Persönliches
Nach seiner aktiven Tenniskarriere arbeitete David Carter unter anderem als Tennistrainer. Er hat zudem einen Abschluss in klinischer Psychologie, den er am Florida Institute of Technology erlangte. Er arbeitete als Sportpsychologe und als Psychotherapeut.
Mit seiner Ehefrau hat Carter einen Sohn.

## Erfolge
| Legende (Anzahl der Siege)  |
| --------------------------- |
| Grand Slam                  |
| ATP-Weltmeisterschaft       |
| World Series Grand Prix (8) |
| ATP Challenger Series (1)   |

| ATP-Titel nach Belag |
| -------------------- |
| Hartplatz (2)        |
| Sand (6)             |
| Rasen (0)            |
| Teppich (0)          |

### Einzel

#### Finalteilnahmen
| Nr. | Datum            | Turnier      | Belag | Finalgegner  | Ergebnis      |
| --- | ---------------- | ------------ | ----- | ------------ | ------------- |
| 1.  | 23. Februar 1981 | Mexiko-Stadt | Sand  | Jaime Fillol | 2:6, 3:6      |
| 2.  | 2. November 1981 | Quito        | Sand  | Eddie Dibbs  | 6:3, 0:6, 5:7 |

### Doppel

#### Turniersiege

##### ATP Tour
| Nr. | Datum           | Turnier       | Belag         | Partner    | Finalgegner                     | Ergebnis      |
| --- | --------------- | ------------- | ------------- | ---------- | ------------------------------- | ------------- |
| 1.  | 19. Januar 1981 | Guarujá       | Hartplatz     | Paul Kronk | Ángel Giménez Jairo Velasco Sr. | 6:7, 6:2, 6:3 |
| 2.  | 26. Januar 1981 | Viña del Mar  | Sand          | Paul Kronk | Andrés Gómez Belus Prajoux      | 6:1, 6:2      |
| 3.  | 2. Februar 1981 | Mar del Plata | Sand          | Paul Kronk | Ángel Giménez Jairo Velasco Sr. | 6:7, 6:4, 6:0 |
| 4.  | 18. Mai 1981    | München       | Sand          | Paul Kronk | Eric Fromm Shlomo Glickstein    | 6:3, 6:4      |
| 5.  | 19. Juli 1981   | Kitzbühel     | Sand          | Paul Kronk | Marko Ostoja Louk Sanders       | 7:6, 6:1      |
| 6.  | 15. März 1982   | Metz          | Hartplatz (i) | Paul Kronk | Matt Doyle Dave Siegler         | 6:3, 7:6      |

##### Challenger Tour
| Nr. | Datum         | Turnier  | Belag     | Partner       | Finalgegner                 | Ergebnis |
| --- | ------------- | -------- | --------- | ------------- | --------------------------- | -------- |
| 1.  | 4. April 1983 | Curitiba | Hartplatz | Steve Meister | Givaldo Barbosa João Soares | 6:3, 6:3 |

#### Finalteilnahmen
| Nr. | Datum              | Turnier     | Belag       | Partner       | Finalgegner                      | Ergebnis      |
| --- | ------------------ | ----------- | ----------- | ------------- | -------------------------------- | ------------- |
| 1.  | 18. September 1978 | Bournemouth | Sand        | Rod Frawley   | Louk Sanders Rolf Thung          | 3:6, 4:6      |
| 2.  | 17. Februar 1980   | Sarasota    | Sand        | Rick Fagel    | Andrés Gómez Ricardo Ycaza       | 3:6, 4:6      |
| 3.  | 4. Mai 1980        | São Paulo   | Teppich (i) | Chris Lewis   | Anand Amritraj Fritz Buehning    | 6:7, 2:6      |
| 4.  | 25. Mai 1980       | München     | Sand        | Chris Lewis   | Heinz Günthardt Bob Hewitt       | 6:7, 1:6      |
| 5.  | 9. März 1981       | Tampa       | Hartplatz   | Paul Kronk    | Bernard Mitton Butch Walts       | 3:6, 6:3, 1:6 |
| 6.  | 6. Juli 1981       | Gstaad      | Sand        | Paul Kronk    | Heinz Günthardt Markus Günthardt | 4:6, 1:6      |
| 7.  | 2. November 1981   | Quito       | Sand        | Ricardo Ycaza | Hans Gildemeister Andrés Gómez   | 5:7, 3:6      |